# زونهفالده
زونهفالده (بالألمانية: Sonnewalde) هي بلدة ألمانية تقع في ألمانيا في براندنبورغ. يقدر عدد سكانها بـ 3,600 نسمة .